# Дерст
Дерст (Дежиситу; кит. 德日斯图站, пін. Dérìsītú Zhàn) — залізнична станція в КНР, розміщена на Цзінін-Ерляньській залізниці між станціями Баян-Гол і Чжужихе.
Розташована в хошуні Сунід – Правий стяг (аймак Шилін-Гол, автономний район Внутрішня Монголія). Відкрита в 1954 році.